# Munaciello
(Proverbio napoletano)

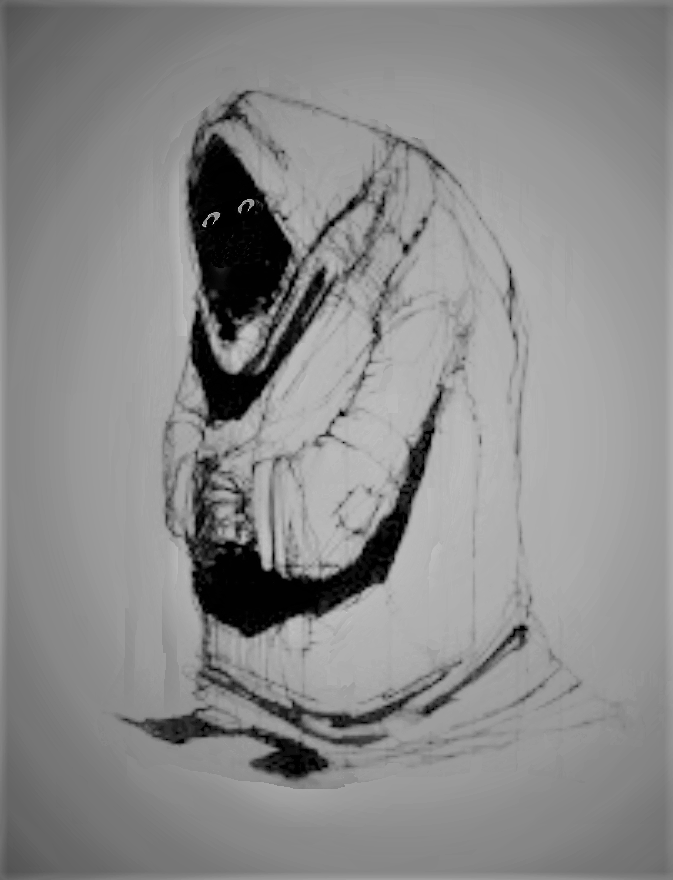
Disegno di un munaciello, ossia di uno spirito infestante che nell'immaginario collettivo ha le sembianze di monaco quasi anziano con atteggiamento dispettoso.

Il munaciello o monaciello ([mʊnaˈʃjelːɘ] o [monaˈʃjelːo], "piccolo monaco" in napoletano) è uno spiritello leggendario del folclore napoletano. Spirito, di natura sia benefica che dispettosa, di solito rappresentato come un ragazzino deforme o una persona di bassa statura, abbigliato con un saio e fibbie argentate sulle scarpe.

## Le origini
La leggenda del munaciello ha origini plurisecolari, e gli studiosi di tradizioni popolari accreditano due ipotesi principali.

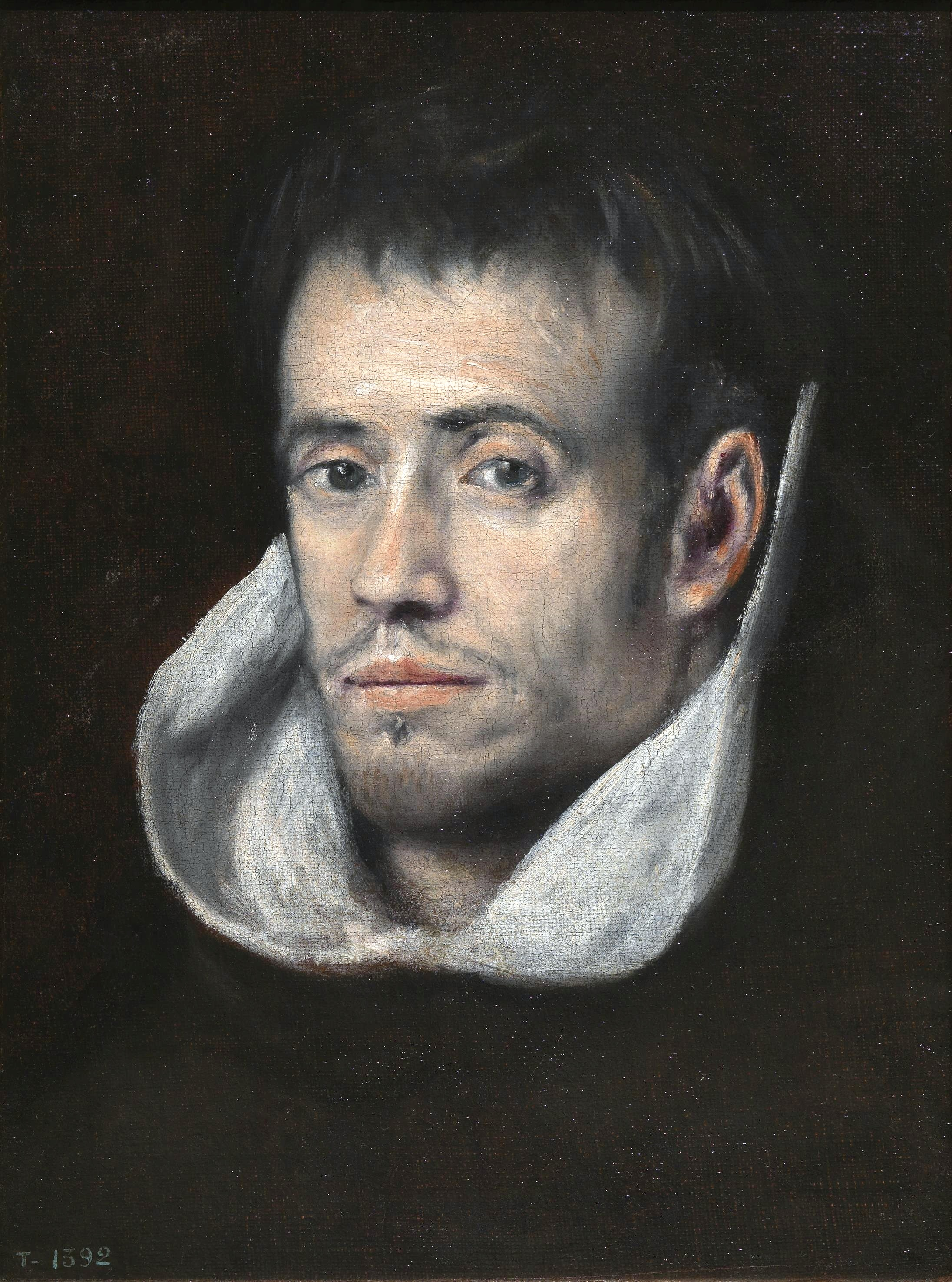
Ritratto di frate domenicano, l'abito del cui ordine era vestito dal munaciello

Secondo la prima, riportata tra gli altri da Matilde Serao nel suo Leggende napoletane (1881), il munaciello sarebbe un personaggio realmente esistito. L'origine andrebbe fatta risalire al 1445, durante il regno di Alfonso V d'Aragona, quando vi fu uno dei tanti amori impossibili descritti dalla tradizione poetica e musicale napoletana, tra Caterinella Frezza, figlia di un ricco mercante di panni, ed il garzone Stefano Mariconda.
Fortemente contrastata soprattutto dalla famiglia di lei, la coppia ricorreva ad incontri clandestini durante la notte, cui il giovane garzone si recava percorrendo un pericoloso sentiero sui tetti di Napoli. Fu proprio nel corso di una di queste camminate che Stefano fu assalito e gettato nel vuoto, sotto gli occhi della fidanzata. Dopo che la salma del giovane fu inumata, Caterinella, in stato interessante, chiese ed ottenne di rinchiudersi in un convento della zona, dove diede alla luce un bambino piccolo e deforme.
Nonostante la madre avesse chiesto alla Madonna una grazia che donasse al bambino la salute, le condizioni del neonato non mutarono con la crescita. La madre prese a vestirlo con un abito bianco e nero da monaco, sempre speranzosa in un miracolo, e questo fatto fu all'origine del nomignolo munaciello attribuitogli dal popolo. La sua figura dalla testa troppo grande e dal corpo troppo piccolo, che si aggirava per le strade del quartiere Porto, destava disgusto e sospetto, che presto si tradusse in continui insulti e sgarbi nei suoi confronti. Da questo, all'attribuirgli poteri soprannaturali benevoli o malevoli il passo fu breve. In particolare, se il cappuccio dell'abito era di colore rosso, se ne traevano auspici di buon augurio, mentre la malasorte veniva associata al cappuccio nero. Dopo la morte della madre, la situazione peggiorò ulteriormente, e gli vennero attribuite ogni sorta di avvenimenti sfavorevoli, dalle malattie alle nuove tasse, e gli assalti anche fisici alla sua persona peggiorarono. Infine, il munaciello scomparve misteriosamente, e la voce popolare fu che fosse stato portato via dal diavolo. La Serao riporta però che qualche tempo dopo furono ritrovate in una cloaca delle ossa che avrebbero potuto essere quelle del nano, ed avanza l'ipotesi che i parenti Frezza avessero alla fine deciso di assassinarlo.

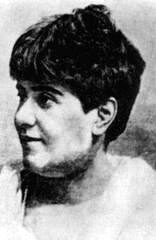
Matilde Serao

Dopo la sua morte, il popolo napoletano continuò a vederlo nei luoghi più disparati dei quartieri bassi, e alla sua sete di vendetta cominciarono ad essere attribuiti tutti gli eventi sfavorevoli della vita quotidiana. La sua esistenza in quanto spirito divenne presto un fatto comunemente accettato:
(Matilde Serao, Leggende napoletane)
Come contrappunto, si iniziò anche ad attribuirgli poteri magici connessi alla credenza che dalle sue apparizioni potessero ricavarsi dei numeri fortunati da giocare al lotto.
Altra leggenda invece vuole che il munaciello fosse l'antico gestore dei pozzi d'acqua (il "pozzaro"), il quale riusciva (per la sua statura piccola) ad entrare nelle case passando attraverso i canali che servivano a calare il secchio. Poiché spesso i pozzari non venivano pagati dai loro committenti, costoro si "vendicavano" entrando nelle case dei Signori e rubando per sé oggetti preziosi. Gli stessi oggetti preziosi, talvolta, venivano poi donati dai pozzari alle loro amanti, nelle cui case i gestori dei pozzi si intrufolavano sempre attraverso i canali per calare il secchio. Anche per questo la leggenda vuole che il munaciello talvolta rubi, talvolta doni.
Vi è anche una terza ipotesi, che descrive il munaciello come un piccolo demone, dispettoso perché cattivo, anche quando lascia monete (in tal caso, il denaro sarebbe un'offerta ai vivi per attirarli dalla sua parte).

## La tradizione

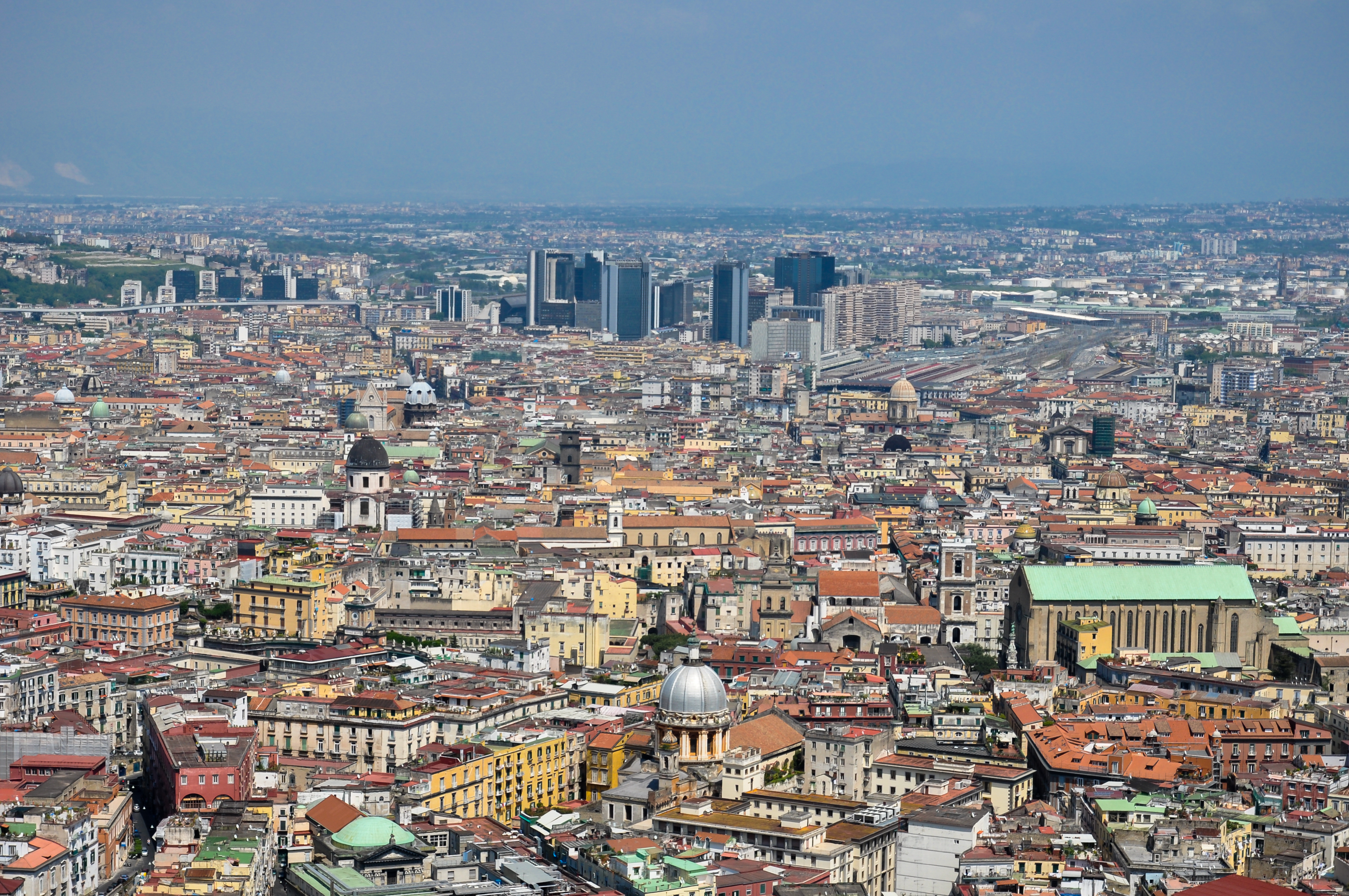
Il Munaciello è solito nascondersi nei vicoli del centro storico di Napoli, preferendoli quindi alle eleganti case di Chiaia.

La tradizione non indica con precisione il luogo in cui abita il munaciello, ma si suppone che dimori tra le rovine di alcune delle abbazie e monasteri che si trovano tra le colline che circondano la città di Napoli.
Una leggenda vuole che uno dei vari rifugi del munaciello si trovi a Marina del Cantone, nella torre di Montalto, località di Sant'Agata sui Due Golfi (Massa Lubrense)
La voce popolare indica nel munaciello un esperto delle vie sotterranee di Napoli e le attraversa per frequentare vecchi palazzi, causando diverse seccature. Si dice che Villa Gallo sia una delle case infestate da questa creatura.
Il munaciello tenderebbe ad esprimersi, nei confronti degli abitanti della casa dove si appalesa, con tipiche manifestazioni:
- di simpatia (lasciando monete e soldi nascosti dentro l'abitazione, oppure facendo scherzi innocui che possono essere trasformati in numeri da giocare al lotto);
- di antipatia (nascondendo oggetti, rompendo piatti e altre stoviglie, soffiando nelle orecchie dei dormienti);
- di apprezzamento (sfiorando con palpeggiamenti le belle donne).

In nessuno dei tre casi suddetti bisogna però rivelarne la presenza: secondo il folclore napoletano, possono capitare disgrazie e sfortuna a chi rivela una visita del munaciello.
Ci si può propiziare questo benefico spiritello domestico con il cibo, nella speranza di vedere trasformato il cibo in oro; ma non ci si deve vantare di tali doni soprannaturali, altrimenti svaniscono così come sono apparsi.
Quando il munaciello si manifesta di persona, pare che appaia alle persone sempre nel cuore della notte, ma solo a coloro che sono nel più estremo bisogno, dopo che abbiano fatto tutto ciò che è possibile fare per alleviare l'angoscia che si è abbattuta su di loro e dopo che tutto ciò che è umanamente possibile abbia fallito. Lui senza parlare farebbe cenno di seguirlo; chi ha il coraggio di farlo verrebbe portato in qualche posto dove è nascosto un tesoro. Il munaciello non porrebbe nessuna condizione per il suo utilizzo, non richiederebbe alcuna promessa di rimborso, non esigerebbe né dazio né servizio in cambio. Non si sa se questi tesori siano i frutti di guadagni illeciti o i frutti del lavoro industrioso, messi da parte per le occasioni d'amore e di carità. Si dice che in molti abbiano fatto improvvisamente fortuna grazie al suo intervento e quindi, quando qualcuno ha avuto un arricchimento improvviso, si dice "Forse avrà il munaciello in casa". Si dice anche che il tesoro portato in dono dal munaciello sia appropriato per le esigenze di chi l'ha ricevuto.

## Il munaciello nell'arte

Eduardo De Filippo in Questi fantasmi!

Oltre all'esposizione della leggenda da parte della Serao, il munaciello ha guadagnato nel corso dei secoli numerose citazioni letterarie, soprattutto in campo teatrale.
Tra le più importanti si ricordano quella di Eduardo De Filippo nella sua opera Questi fantasmi!, in cui la commistione tra la leggenda del visitatore soprannaturale ed il grottesco della vita quotidiana viene espressa attraverso il personaggio dell'amante della moglie, che Eduardo scambia per un munaciello.
Più antica è Nu munaciello dint'a casa 'e Pullecenella (Un munaciello a casa di Pulcinella, 1901), commedia fantastica di Antonio Petito. Del 1891 è infine la canzone  'O Munaciello di Roberto Bracco.
In epoca contemporanea, il munaciello compare nell'opera La gatta Cenerentola di Roberto De Simone, trasposizione moderna dell'antica fiaba omonima di Giambattista Basile. È altresì protagonista di un racconto di Anna Maria Ortese, intitolato "Il Monaciello di Napoli", pubblicato in «Ateneo veneto» nel 1940 e ristampato in volume da Adelphi nel 2001.
Il personaggio del Munaciello compare due volte nel film autobiografico del regista napoletano Paolo Sorrentino, È stata la mano di Dio (2021).

## Munacielli vari
Secondo la tradizione, il munaciello infesterebbe ancor oggi alcune zone di Napoli e del suo circondario. Pare, infatti, che lo spirito si manifesti nelle seguenti zone:
- Nella zona napoletana di Sant'Eframo, presso i Ponti Rossi;
- A Secondigliano, nella periferia nord della città;
- A piazza Garibaldi;
- Nel centro storico partenopeo, principalmente presso il Decumano maggiore;
- A Castellammare di Stabia, tra il massiccio vulcanico del Vesuvio e la costiera sorrentina, e nel rione Annunziatella, nei pressi dell'omonima chiesa.

Un munaciello secondo l'immaginario popolare

### Ilmunaciellodi Sant'Eframo
Secondo una testimonianza il Munaciello si manifesterebbe nella zona napoletana di Sant'Eframo Vecchio, posta sulla sommità di via Carlo de Marco (presso i Ponti Rossi).
Secondo suddetta testimonianza (riportata di seguito), del caporeparto all'acquedotto di Napoli, lo spirito infesterebbe una casa che per l'appunto è molto temuta.
Mio nipote fugge ancor oggi dalla paura. A parte che a me, che sono stato sempre un appassionato di argomenti del genere, non ha voluto mai raccontarlo a nessuno. Qualcuno potrebbe pensare a un caso di suggestione, eppure mio nipote non è il tipo da lasciarsi suggestionare così facilmente»

### Ilmunaciellodi Secondigliano
Il Munaciello alimenta anche le fantasie popolari del quartiere di Secondigliano, ubicato nella periferia settentrionale della città.
La leggenda narra che una signora una volta aprì un cassetto, con l'intento di preparare la cena, e vide una scia luminosa. Ignorando l'evento, preparò la cena e andò a dormire. Il giorno successivo, sempre preparando la cena, le apparve un ratto; la signora, ignara di quanto sarebbe avvenuto dopo, collocò l'animale in un vaso, coprendolo con una piantina. Il topo si rivelò essere il munaciello, poiché la piantina si sollevò e scappò velocemente.

### Ilmunaciellodi piazza Garibaldi
Secondo una vecchia cronaca, moltissimi anni fa, a piazza Garibaldi (presso la stazione Centrale) abitava una giovane vedova con i figli. Seppur vivendo di stenti, la donna veniva spesso aiutata dal munaciello, che la trattava sempre con rispetto e cortesia. Commosso dalla forza e dalle lacrime della vedova, lo spirito decise quindi di darle una mano.
La donna cominciò quindi a trovare denaro nei posti più disparati dell'appartamento. Il fratello, venuto a conoscenza del fatto, si giocò al lotto i numeri 14 (i soldi), 15 (la meraviglia) e 1 (il fantasma). Centrò un terno alla ruota di Napoli e con il ricavato della vincita acquistò un fabbricato ubicato su corso Umberto I, attualmente adibito ad albergo.

### Ilmunaciellodel centro storico
Il munaciello, notoriamente, infesta soprattutto le case del centro storico partenopeo. La sua fama inizia già nel XVI secolo, quando fu redatta la Pragmatica de Locto et Conduco, cioè una raccolta di leggi che regolava gli affitti. Quest'ultima, infatti, citava la possibilità da parte dell'affittuario di lasciare l'abitazione, senza pagare il fitto, qualora si fosse manifestato il munaciello.
Una nota leggenda vede scontrarsi lo spirito con un giovane studente di filosofia:
Il munaciello, dopo pochi mesi, iniziò a sottolineare la sua presenza. Dapprima iniziò a produrre rumori improvvisi e a far sparire oggetti; il giovane, dando la colpa ai topi, comprò un gatto. Indispettito da tale indifferenza, lo spirito lasciò cadere la mensola della cucina, sulla quale tuttavia erano posti i piatti e le porcellane. Non scomponendosi, lo studente non esitò a dare la colpa alla scarsa robustezza dei chiodi. Non dandosi per vinto, il munaciello iniziò quindi a suonare il campanello, a qualsiasi ora del giorno e della notte; lo studente tuttavia diede la colpa ai ragazzi del posto.
Roso dall'arrogante strafottenza dello studente, lo spiritello diede sfogo alla sua frustrazione, facendo con piatti, pentole, coperchi e tutto ciò che gli capitasse tra le mani un frastuono tanto rumoroso che era udibile addirittura a chilometri di distanza. Il ragazzo, spavaldo, continuò a dormire.
A questo punto, dopo esser stato umiliato per l'ennesima volta, il munaciello si presentò al giovane, credendo finalmente di esser riuscito nella sua impresa. Lo studente, tuttavia, pensò che fosse tutto un sogno. Stanco e provato, lo spirito riconobbe la sconfitta, riuscendo a far promettere comunque al giovane di non rivelare mai a nessuno quanto visto: «Vedrai che non te ne pentirai!». Il munaciello mantenne la promessa, tanto che il giovane divenne poi ricco e famoso.»
Anche Matilde Serao è al corrente della credibilità che gode il munaciello nel centro storico. Nel suo libro Il ventre di Napoli, donna Serao asserisce che «una bellissima palazzina», ubicata «in piena Napoli, in Salita Santa Teresa» non è stata mai presa in affitto, poiché «abitata dagli spiriti».

### Ilmunaciellodi Castellammare di Stabia
Il munaciello è molto radicato anche nella cultura di Castellammare di Stabia, situata tra il Vesuvio e la costiera sorrentina.
Anche qui, lo spirito ha rivestito notevole importanza. Basti pensare che gli è stata intitolata una strada, «via Monaciello», ubicata nella zona cittadina rivolta a monte, nei pressi dell'antico terziero di Scanzano.
Questa denominazione fu data per voce pubblica, poiché si dice che in tale luogo (fino agli anni cinquanta), approfittando del calar della notte, sovente appariva il munaciello che con calci e percosse aggrediva e molestava il malcapitato di passaggio.
Da alcune fonti pare che nei primi giorni del 2018 si sia manifestato in un appartamento della zona periferica di Castellammare di Stabia, precisamente nel rione "Annunziatella" e che continui con i suoi dispetti ad infastidire gli abitanti della zona.